# Fiodor Kotow
Fiodor Prokofjewicz Kotow (ros. Фёдор Проко́фьевич Ко́тов, ur. 15 maja 1908, zm. 26 października 1980 w Moskwie) – radziecki polityk.

## Życiorys
Od 1939 należał do WKP(b), od 3 marca do 7 kwietnia 1953 i ponownie od 19 stycznia 1954 do 18 lutego 1960 pełnił funkcję przewodniczącego Komitetu Wykonawczego Chabarowskiej Rady Krajowej.